# Ulisses Correia e Silva
Jose Pina Ulisses Correia e Silva (ur. 4 czerwca 1962 w Prai, ówczesna kolonia Wyspy Zielonego Przylądka) – polityk Republiki Zielonego Przylądka. premier od 22 kwietnia 2016.